# ハウラー橋
ハウラー橋（Howrah Bridge、またはラビンドラ・セトゥ：Rabindra Setu）はインドの西ベンガル州を流れるフグリー川にかかる橋である。ハウラーとコルカタを結んでいる。なお橋のハウラー側にインド国鉄の重要なターミナル、ハウラー駅が位置する。

## 概要
ハウラー橋は1937年から1943年にかけて建設された。建設当時から「世界で最も往来の激しい橋」と呼ばれていたが、現在に至っても同様に言われる場合が多い。毎日、コルカタの車両交通がこの橋に集中するため渋滞が慢性化しており、通過だけで1～2時間かかることもあるという。1992年に渋滞対策のため「第2フグリー橋」（英語:Vidyasagar Setu）が造られたが、そちらは有料であるため、やはり従来どおりハウラー橋を利用する者が多く、渋滞はなかなか解消されない。個人で川を渡る場合は、ハウラー橋の横を渡し舟（フェリー）が頻繁に行き来しているので、それを利用するのもひとつの方法である。
完成当時はインド最大級の鉄橋であり、コルカタのランドマークとなっていた。1958年のインド映画のタイトルにもなった。以前は路面電車も走っていたが、現在は道路橋として使われている。

## 構造
長さ705m、高さ82mのカンチレバートラス橋であり、材質は鋼鉄であるがナット、ボルトを使わずすべてリベットで組み立てられている。フグリー川の流れを妨げないよう、川の中間に橋脚を設けておらず、両岸から支えているのが特徴である。

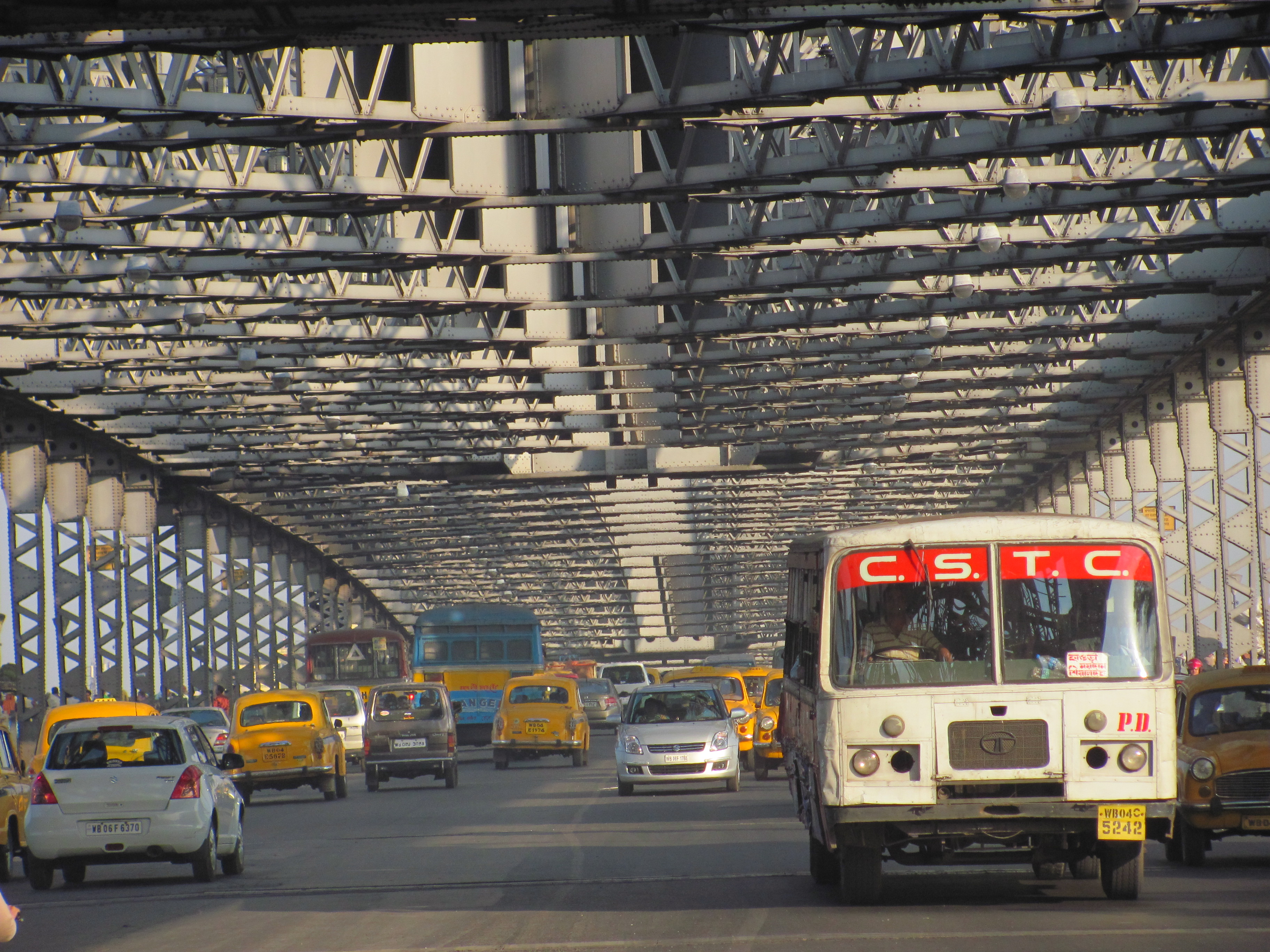
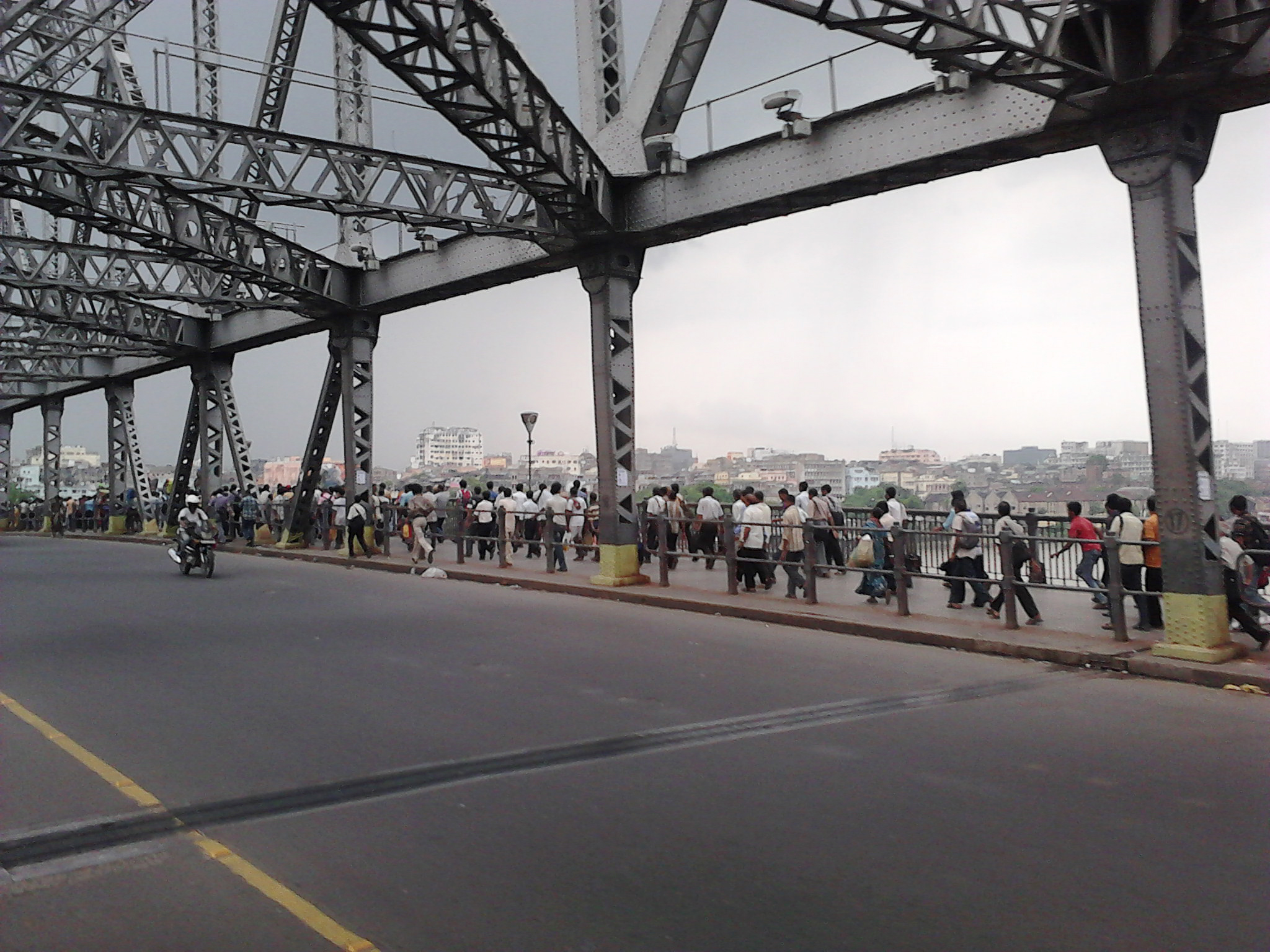
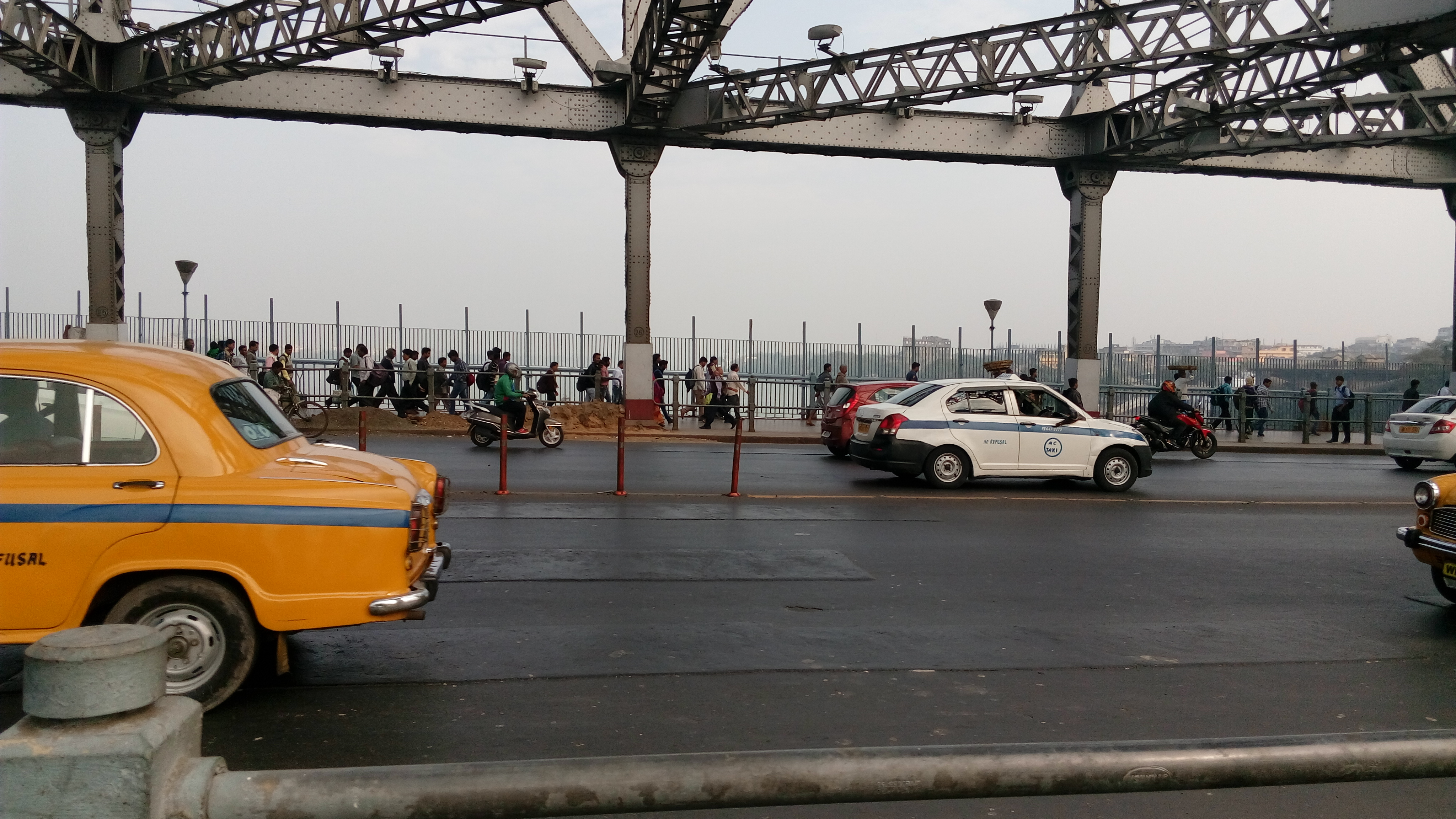
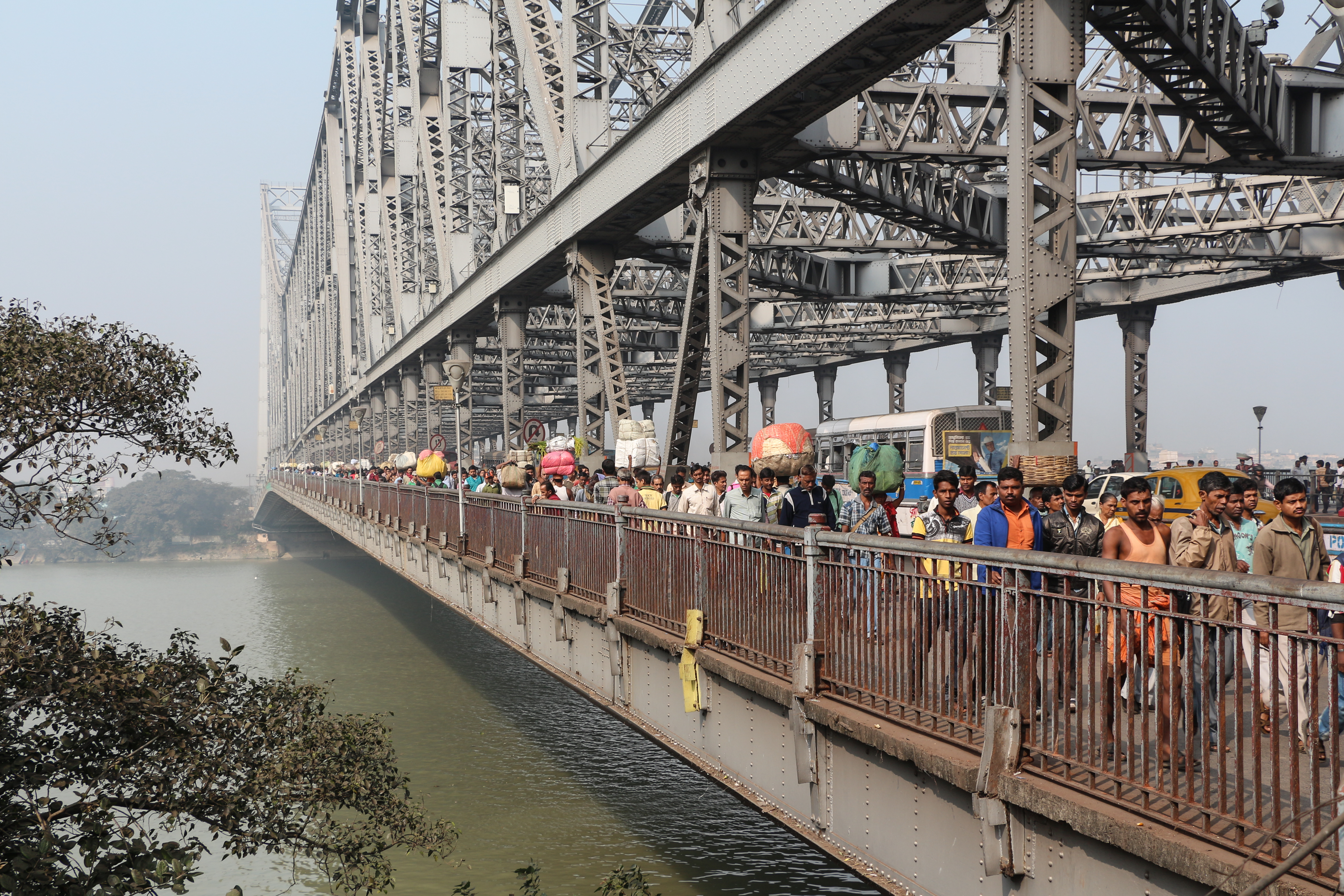
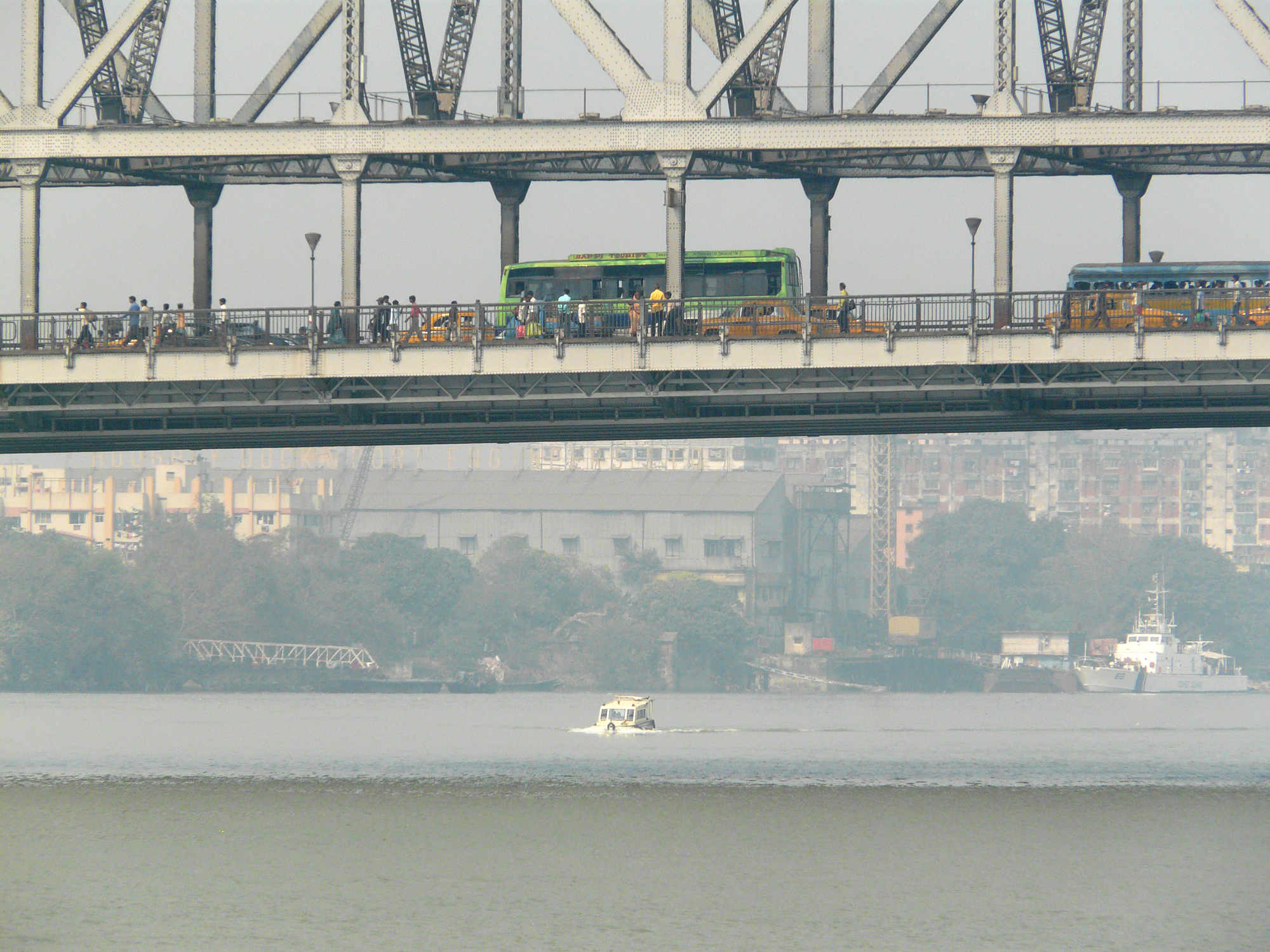